# 小島茂
小島 茂（こじま しげる、1952年11月22日 - 2014年8月22日）は、日本の社会学者（国際社会論・教育社会学）、まちづくりアーティスト、漫画家、肖像画作家。学位は、Ph.D.（カリフォルニア大学バークレー校・1985年）。
静岡県立大学経営情報学部教授などを歴任した。

## 経歴

### 生い立ち
東京都生まれ。東京外国語大学の外国語学部イタリア語学科に1年在籍後、第一志望の英米語学科に合格し転科するつもりだったが、たまたま受けた一橋大学社会学部にも合格し迷った挙げ句そちらに転学。一橋大学を卒業し、その翌年にアメリカ合衆国に渡航し、スタンフォード大学大学院を経て、1982年にカリフォルニア大学バークレー校大学院社会学研究科の博士課程を修了し、1985年に同大学よりPh.D.(博士号)を取得したが、留学中に胸部に疾患を得て、これが後の死因となる。子供の頃からアート人間であったが、スタンフォード大学院留学中に、これまでの大学、学部、専攻の選択が間違いだったことに気づき、10年ぶりに創作を再開した。芸術系大学院に移籍する道もあったものの、Ph.Dを取得して帰国しないと挫折感につきまとわれると考え、その後、カリフォルニア大学バークレー校で創作と研究を続けた。1985年に帰国した時は、アカデミズムとは距離を置き、絵と文で自由に生きていく決心をしていた。その後、大学に奉職することになったが、創作活動は継続し、研究教育にも生かす道を選んだ。帰国後は駿台予備校講師などを務めた。

### 学術活動
1987年（昭和62年）、静岡県立大学経営情報学部にて助教授に就任した。そのほかにも、名古屋商科大学商学部、国際基督教大学教養学部、静岡産業大学経営学部、松蔭女子大学経営文化学部、放送大学、松蔭大学異文化コミュニケーション学部などで非常勤講師を兼任した。1997年頃に医師より心臓疾患により死亡の可能性があることを宣告される。1999年より、静岡県立大学経営情報学部にて教授を務めており、主として経営情報学科の総合政策系の講義を担当した。また、静岡県立大学の大学院においても、経営情報学研究科の教授を兼務した。大学院においては、主として経営情報学専攻の講義を担当した。2011年、静岡県立大学の大学院に経営情報イノベーション研究科が設置されると、そちらの教授も兼務した。そちらにおいては、主として経営情報イノベーション専攻の公共政策系の講義を担当した。小島の研究室はボウリング選手の片井文乃らを輩出した。

### 公的活動
公的行事の開催にあたって数多くの役職を務めてきた。たとえば、「しずおか国際園芸博覧会」に際しては、静岡県国際園芸博名称＆シンボルマーク審査委員会の委員長を務め、「第24回国民文化祭・しずおか2009」においては静岡県国民文化祭企画委員を務めた。また、静岡県の地域づくりアドバイザーや富士市の観光まちづくり振興基本計画委員会の委員長を務めた。アート面では、1996年より、静岡県デザイナーバンク登録デザイナー、1997年から3年間、静岡市・コンピュータグラフィックスアートステージ審査委員長などを務めた。

## 研究・創作
まちづくり、アート&デザイン、国際社会・国際戦略論などの総合政策系の分野を専門とする。担当科目は、(1)国際分野：「国際社会論」「国際戦略論」「日本近現代史」、(2)都市分野：「まちづくり特論」「まちづくりアート」、(3)芸術分野：「総合デザイン」「心と行動〜日本の心と姿」。

### 国際問題
近年、創作論文や誌上対談論文という独自の論文スタイルで、数々のキーパーソンの肖像画を描き、日本にまつわる国際問題を追求していた。

### まちづくり
静岡県立大学が立地する静岡市の地域おこしやイベント活動にも取り組んだ。1987年、静岡県立大学への赴任とともに、まちづくりに参加。まちづくりに経済や経営あるいは建築や都市計画ではなくアートの視点から提言。まちづくりアートという言葉を造語し、まちづくりアーティストを自称していた。1996年、大学と地域を結ぶ情報誌「草薙ネット」を発刊し地域で注目され、大学まちづくりの取り組みが全国でも報道された。2000年、東海道53次400周年祭に際して、JR東海道本線の東海旅客鉄道草薙駅の駅前広場に「考える犬」像を建立したのもその一環である。2006年から2007年まで、日本の三大中華街にはない親日国・台湾に着目し、清水台湾中華街構想を提案。静岡市のストリートフェスティバルに2年間連続で出展した。2009年からは、「静岡市」を「しずお菓子」と読み替え、お菓子で静岡市を表現することでまちおこしを行う「しずお菓子・プロジェクト」を推進。2012年から2013年まで、静岡市の伝統菓子のひとつの兎餅に絞って、徳川家康への兎餅献上絵巻や屏風などの作品を制作し地域巡回アート展示を開催した。

### アイデンティティ
アイデンティティや生き方の探求も研究・創作テーマにしており、教養科目の「人間関係論」「心と行動」の講義をベースに単行本化した著作を何冊か上梓していた。漫画や肖像画を織り交ぜ、大学教授や大学の外国人教師のアイデンティティとキャリアを扱った創作論文を手がけたこともあった。最近は、日本および日本人のアイデンティティを探求した創作論文や著作に取り組んでいた。

### アート&デザイン
1996年より、静岡県デザイナーバンク登録デザイナー、1997年より、（社）日本漫画家協会会員。1998年から3年間、日本グラフィックデザイナー協会にも所属していた。1997年から3年間、静岡市・コンピュータグラフィックスアートステージ審査委員長をつとめた。

### ディプロマミル
ディプロマミルやディグリーミルについての研究も行っていた。1987年、大学赴任の年、留学経験のない教授が複数のディプロマミルから博士号（経営学Ph.D）と賞を取得しその後も大学名を伏せて使用し続けたことに強い衝撃を受ける。そのため、その問題点に早くから警鐘を鳴らしており、日本でのディプロマミル問題追及の第一人者であった。関連する著書を複数上梓しており、テレビや新聞などのマスメディアから取材されることも多かった。アメリカ合衆国や大韓民国同様に日本でも、出所が疑わしい学位を用いた教員や大学の名前を公表し社会的制裁を加えるよう提言していた。
ディプロマミルに関してネットで注意喚起をしていた小島に対して、2004年、ディプロマミルのクレイトン大学日本校から恫喝まがいのクレームが届き、その後、2年間に渡る戦いを経て、2006年、同校は閉鎖を余儀なくされた。小島のディプロマミル追求にマスコミが呼応し、マスコミ報道に対して政治家が動き、2007年、国会で伊吹文科大臣から実態調査を約束する答弁を引き出した。その後実施された日本の大学・短期大学1195校を対象とした2007年（平成19年）7月の文部科学省の調査によると、疑わしい学位を判断要素として採用・昇進したケースが4校4人、疑わしい学位を教員の経歴欄に表示したケースが46校48人見つかったが、小島によれば、出所が疑わしい学位を元に採用された大学・短大教員は日本国内に数十人いるとされる。このような「社会的に通用しない学位を発行するビジネス」を小島は「学位商法」と呼称し、これらの学位を発行する機関は少なくとも数十ヶ所は存在すると指摘していた。
小島の主張に対しては、ディプロマミルと指摘される団体からの反発も強い。イオンド大学（「株式会社イオンド大学日本校」を自称）の経営者から「キャリアアップを目指す社会人に門戸を開くのが狙いだ」「非認定校と知ったうえで学位を受けて何が悪いのか。いろんな大学の形があっていい」との反論がなされている。さらに、その経営者は「小島教授から誹謗中傷を浴びせられ、迷惑しているんだ」とも指摘している。無効な“学位”を発行するこのような団体から反論を受けながらも、小島はディプロマミル問題の啓蒙活動や問題点の追及を続けている。
イオンド大学に関しては、小島の働きかけによって、ハワイ州消費者保護局が調査に乗り出し、州法違反でイオンド大学を提訴。裁判の結果、ハワイ本校の営業停止命令と賠金が課せられた。なお、文科省のいわゆるディプロマミル実態調査（不正な称号に関する実態調査）結果公表の後、海外で取得した学位は短大・大学・大学院設立申請の教員審査の段階で厳しくチェックされるようになりそれまで野放しだったディプロマミルの学位は事実上閉め出された。

## 略歴
- 1952年 - 誕生。
- 1976年 - 一橋大学社会学部卒業。
- 1980年 - スタンフォード大学大学院社会学研究科博士課程中退。
- 1982年 - カリフォルニア大学バークレー校大学院社会学研究科博士課程修了。
- 1985年 - カリフォルニア大学バークレー校よりPh.D.取得。
- 1986年 - 駿台予備校大阪本校講師。
- 1987年 - 静岡県立大学経営情報学部助教授。
- 1991年 - 名古屋商科大学商学部講師。
- 1992年 - 国際基督教大学教養学部講師。
- 1999年 - 静岡県立大学経営情報学部教授。
- 1999年 - 静岡県立大学大学院経営情報学研究科教授。
- 1999年 - 静岡産業大学経営学部講師。
- 2000年 - 松蔭女子大学経営文化学部講師。
- 2002年 - 放送大学講師。
- 2004年 - 松蔭大学異文化コミュニケーション学部講師。
- 2011年 - 静岡県立大学大学院経営情報イノベーション研究科教授。

## 著書

### 単著
- 『アメリカ留学生活-Campus Life in America』 創元社、1984年。ISBN 978-4-422-81128-4
- 『キャンパスの英語－アメリカの大学』 講談社、1990年。ISBN 978-4-06-204178-2
- 『人間関係の中の自己分析』 東京図書、1997年。ISBN 978-4-489-00556-5
- 『自分と出会う、生き方探し』 学文社、2004年。ISBN 978-4-7620-1356-0
- 『心のコミュニケーション』 学文社、2005年。ISBN 978-4-7620-1462-8
- 『学歴汚染――日本型学位商法の衝撃』 展望社、2007年。ISBN 978-4-88546-169-9
- 『学位商法――ディプロマミルによる教育汚染』 九天社、2007年。ISBN 978-4-86167-209-5
- 『大学偽装――米国大学を騙る学位商法』 展望社、2009年。ISBN 978-4-88546-202-3
- 『絵ごころ、文ごころ〜もうひとつのプロフィール』小島アートラボ、非売品、2012年。
- 『日本の心と姿』小島アートラボ、2013年。ISBN 978-4-9902495-0-2

### 共著
- 山崎充共著『静岡三都論』静岡新聞社、1991年。ISBN 978-4-7838-1218-0
- 芹沢幹雄共著『ニュースポーツと大学の地域づくり――New sports and the university's contribution to community――ペタンク・ウォークラリーの実践活動から』三恵社、2003年。ISBN 978-4-88361-167-6

### 編著
- 『漫画とアニメに見る、男女の生と性』黒船出版、非売品、1999年[16]。
- 『人生色彩〜小島大治画文集』小島アートラボ、非売品、2012年。

### 共編著
- 青山英男共編著『情報社会と経営』文眞堂、1997年。ISBN 978-4-8309-4262-4

### 共訳
- ジェフリー・L・セグリン著、大坪檀・杉本徹雄共訳『36時間マーケティング講座――売れる仕組みをつくる12のレッスン』ダイヤモンド社、1994年。ISBN 978-4-478-50113-9

### 分担執筆
- W. Petersen & R.Petersen (eds.) ”Dictionary of Demography” （「人口学者辞典」と「人口学用語辞典」） Greenwood Press、1985年。

### 寄稿
- 小島茂稿「『ニセ学位』による学歴汚染が広がった」週刊朝日編 『大学ランキング』2009年版、朝日新聞出版、2008年。ISBN 978-4-02-274520-0
- 小島茂稿「『学歴汚染』詐欺は被害者急増」『中央公論』2005年5月号、中央公論社。

### 連載
- 『広告コピー・イラスト創作講座』「公募ガイド」公募ガイド社、1987年 12月 - 1994年11月（嶋陽介のペンネームで執筆）
- 『英語表現に見るアメリカの大学』「現代英語教育」」研究社、1990年4月 - 1991年3月
- 『広告の中の英語表現』「現代英語教育」」研究社、1989年4月 - 1989年9月
- 『発信型日本史』「現代英語教育」」研究社、1987年4月 - 1988年3月

### 論文等
- 誌上対談：「尖閣問題と東アジアの安全保障」徳松信男と共著（「経営と情報」、2014.3））[17]。（八重山日報に9日間連載、2014.3-4、八重山日報公式サイト）
- 論評と解説：「大学改革とグローバル人材の育成〜拓殖大学『西郷（八王子）構想』が問いかけるもの」（池田憲彦と共著、「経営と情報」、2014.3）[18]。
- 創作論考：「戦争責任と歴史認識〜日独比較」（原文：”War Responsibility and Historical Awareness: A Comparison between Germany and Japan”）（「経営と情報」、2014.3）
- 創作論文：「日本列島は尖閣列島になるか？」（原文："Will the Japanese Islands become another Senkaku Islands?"「経営と情報」、2013.11）
- 創作論文：「尖閣列島と日本列島〜尖閣を巡る日中米台の四国志」（「経営情報イノベーション研究」、2013.9）
- 誌上対談：「人口学と地政学のクロスロード〜露中韓米の人口問題と日本」（嵯峨座晴夫と共著、「経営情報イノベーション研究」、2013.9）
- 誌上対談：「日系アメリカ人の対日観と歴史認識」（原文："Japanese Americans' View of Japan and their Historical Awareness, " ）Ronald Shinomoto と共著、「経営と情報」、2013.3) [19]。
- 誌上対談：「日系アメリカ人の対日観と民族アイデンティティ」（原文："Japanese Americans' View of Japan and their Ethnic Identity, " ）Ronald Shinomoto と共著、「経営と情報」、2012.11)
- 誌上対談：「アジア太平洋の地政学と日本〜戦争と平和のイノベーション」（池田憲彦と共著、「経営情報イノベーション研究」、2012.9)
- ある経済学者の肖像〜山崎充教授のキャリアとアイデンティティ[20]。
- あるコンピュータ学者の肖像〜 中村義作教授のキャリアとアイデンティティ[21]。
- キャンパスの外国人教師たち- キャリアとアイデンティティの変遷[22]。
- 「三島由紀夫〜死とアイデンティティを巡って」（「経営と情報」、2013.3）
- 「日本的な事件〜三島由紀夫の死とアイデンティティを巡って」『日本の心と姿』所収 （上記4の改訂版）

## 出演

### テレビ
- 『クローズアップ現代』日本放送協会。
- 『新報道プレミアA』フジテレビジョン。

### ラジオ
- 『Jam the WORLD』J-WAVE（ディグリーミル＝学位工場について）

### ポッドキャスト
- 『米国発学位商法問題――暴かれる学位工場の実態』産経新聞社。

## 関連人物
- 伊吹文明 - ディプロマミルの実態調査を命じた文部科学大臣
- 佐川美代太郎 -漫画家、絵本作家。元京都精華大学教授。
- 山崎充 -「静岡三都論」の共著者で元静岡県立大学教授。小島がまちづくりにコミットする契機をつくった。
- 内薗耕二 -静岡県立大学初代学長。小島の地域創作活動を応援し続けた。
- 嵯峨座晴夫 -元日本人口学会会長。早稲田大学名誉教授。ハークレーで、ピーターセン教授主宰の「世界人口学辞典」プロジェクトに共同参画。「人口学と地政学のクロスロード」の誌上対談もおこなった。
- アラン・コントレラス -オレゴン州学位局の元管理責任者。小島のディプロマミル戦において支援し続けた。